# Synedoida tenella
Synedoida tenella är en fjärilsart som beskrevs av Edwards. Synedoida tenella ingår i släktet Synedoida och familjen nattflyn. Inga underarter finns listade i Catalogue of Life.